# Epeolus lectus
Epeolus lectus is een vliesvleugelig insect uit de familie bijen en hommels (Apidae). De wetenschappelijke naam van de soort werd voor het eerst geldig gepubliceerd in 1878 door Ezra Townsend Cresson.